# Namea saundersi
Espèce
Namea saundersi est une espèce d'araignées mygalomorphes de la famille des Anamidae.

## Distribution
Cette espèce est endémique du Queensland en Australie. Elle se rencontre sur le mont Spec.

## Description
La carapace du mâle holotype mesure 6,25 mm de long sur 5,13 mm et l'abdomen 6,13 mm de long sur 3,88 mm et la carapace de la femelle paratype mesure mm de long sur mm et l'abdomen mm de long sur mm.

## Étymologie
Cette espèce est nommée en l'honneur de Graham Saunders.

## Publication originale
- Raven, 1984 : A new diplurid genus from eastern Australia and a related Aname species (Diplurinae: Dipluridae: Araneae). Australian Journal of Zoology Supplementary Series, no 96, p. 1-51.